# Chloropteryx punctata
Chloropteryx punctata là một loài bướm đêm trong họ Geometridae.